# Paradoneis lyra
Paradoneis lyra är en ringmaskart som först beskrevs av Rowland Southern 1914.  Paradoneis lyra ingår i släktet Paradoneis och familjen Paraonidae. Arten är reproducerande i Sverige. Utöver nominatformen finns också underarten P. l. capensis.